# Zhengji, Anhui
Zhengji (kinesiska: 郑集) är en köping i östra Kina. Den ligger i Tianchang i staden Chuzhou i provinsen Anhui, omkring 180 kilometer nordost om provinshuvudstaden Hefei. Antalet invånare är 19 184. Befolkningen består av 9 526 kvinnor och 9 658 män. Barn under 15 år utgör 14,0 %, vuxna 15-64 år 73 %, och äldre över 65 år 11,0 %.